# Byszewy
Byszewy – wieś w Polsce położona w województwie łódzkim, w powiecie łódzkim wschodnim, w gminie Nowosolna, na terenie Parku Krajobrazowego Wzniesień Łódzkich. W 2021 we wsi mieszkało 520 osób.

## Środowisko naturalne
W Byszewach znajdują się źródła rzeki Moszczenicy.
W południowej części parku dworkowego znajduje się kilka 200-letnich dębów, buków, lip i modrzewi. Obecnie największym drzewem w parku jest rosnący w pobliżu stawów na południe od dworku pomnikowy dąb szypułkowy o 6-metrowym obwodzie. Drzewo jest całkowicie spróchniałe wewnątrz, siatki chronią go przed dalszymi zniszczeniami.
Na terenie wsi znajdują się obszary lęgowe objętych ścisłą ochroną gatunkową trzmielojada oraz srokosza.

## Historia
Najstarsze zapisy archiwalne na temat wsi pochodzą z 1391. Właścicielami byli przez długi czas członkowie rodziny Plichtów. Teodor Plichta nabył Byszewy w 1803 od poprzednich właścicieli Piotra Staniewskiego oraz Piotra i Stefana Nagórskich.
W latach 1975–1998 miejscowość administracyjnie należała do ówczesnego województwa łódzkiego.

## Dwór
W Byszewach znajduje się, wzniesiony przez Teodora Plichtę w XIX wieku, klasycystyczny dwór. Został on wybudowany na planie wydłużonego czworokąta, z gankiem wspartym na czterech kolumnach i dachem krytym gontem. Po II wojnie światowej we dworze mieściły się (doprowadzając go do ruiny) kolejno: szkoła, Urząd Bezpieczeństwa, oraz PGR. W latach 1978–1982 dwór (prawdopodobnie za sprawą Jarosława Iwaszkiewicza) przeszedł generalny remont. Dach i wnętrze zabytku (meble również) spłonęły w czasie pożaru, który wybuchł 26 stycznia 2009. W lipcu 2010 Agencja Nieruchomości Rolnych Filia w Łodzi otrzymała 70 tys. zł dotacji z budżetu Województwa Łódzkiego na prace konserwatorskie, restauratorskie oraz roboty budowlane realizowane w związku z odbudową zabytkowego dworu w Byszewach. Ogłoszono też przetarg, który ma wyłonić wykonawcę remontu. Sylwetka dworu została umieszczona w logo Parku Krajobrazowego Wzniesień Łódzkich.
W Byszewie urodzili się synowie Józefa Makarego Wawrzyńca (1861–1913) i Heleny Anny z Plichtów (1870–1934):
- Józef (1893–1940), pułkownik dyplomowany kawalerii Wojska Polskiego, zamordowany w Charkowie,
- Wincenty (1894–1940), kapitan administracji (artylerii) Wojska Polskiego, zamordowany w Charkowie,
- Jan (1897–1969), generał brygady Wojska Polskiego[7].

Dwór jest silnie związany z postacią Jarosława Iwaszkiewicza, który przebywał tam w latach 1911–1913 najpierw jako korepetytor Józefa Świerczyńskiego, potem (wielokrotnie, aż do 1931) jako przyjaciel domu.
Wokół dworu znajduje się (obecnie zaniedbany) park podworski o powierzchni 2,3 ha, w którym zachowało się kilka 200-letnich dębów, lip, buków i modrzewi. Najokazalszym drzewem w parku jest prawie całkowicie spróchniały dąb „Jarosław” o ponad sześciometrowym obwodzie. W południowej części parku zachowało się wzniesienie nazywane przez Iwaszkiewicza „Świątynią dumania”.
Jarosław Iwaszkiewicz wielokrotnie, z wielkim sentymentem wracał w swojej twórczości do dworu w Byszewach, oraz doliny Moszczenicy. „Dwór z czterema kolumnami”, jak przyznaje sam autor, stał się miejscem akcji chyba najbardziej znanego jego opowiadania pt. Panny z Wilka (ekranizacja w reżyserii Andrzeja Wajdy była nominowana do Oscara). Osobne rozdziały Iwaszkiewicz poświęcił Byszewom w książkach autobiograficznych: Podróże do Polski i Książka moich wspomnień, oraz opowiadaniu Ogrody. Wyraźne motywy byszewskie da się odnaleźć też w wierszu Czerwiec: Pławienie koni należącym do cyklu Krągły rok.

## Turystyka
Przez miejscowość przebiegają następujące szlaki turystyczne:
- Szlak po Parku Krajobrazowym Wzniesień Łódzkich – szlak pieszy
- Szlak po Parku Krajobrazowym Wzniesień Łódzkich (łącznik Stare Skoszewy - Moskwa) – szlak pieszy
- Szlak rowerowy po Parku Krajobrazowym Wzniesień Łódzkich

## Komunikacja
Przez wieś przebiega droga powiatowa nr 24141.
Miejscowość włączona jest do sieci komunikacji autobusowej MPK Łódź: linie 91 oraz PKS Łódź: linia 703.

## Sport
Od 2017 we wsi działa Klub Piłkarski Byszewy, który jest kontynuacją wcześniej istniejącego Ludowego Zespołu Sportowego Byszewy. Obecnie gra w klasie A. 
W lipcu 2020 KP Byszewy, jako pierwszy klub piłkarski w gminie Nowosolna, utworzył drużynę juniorów.

## Galeria

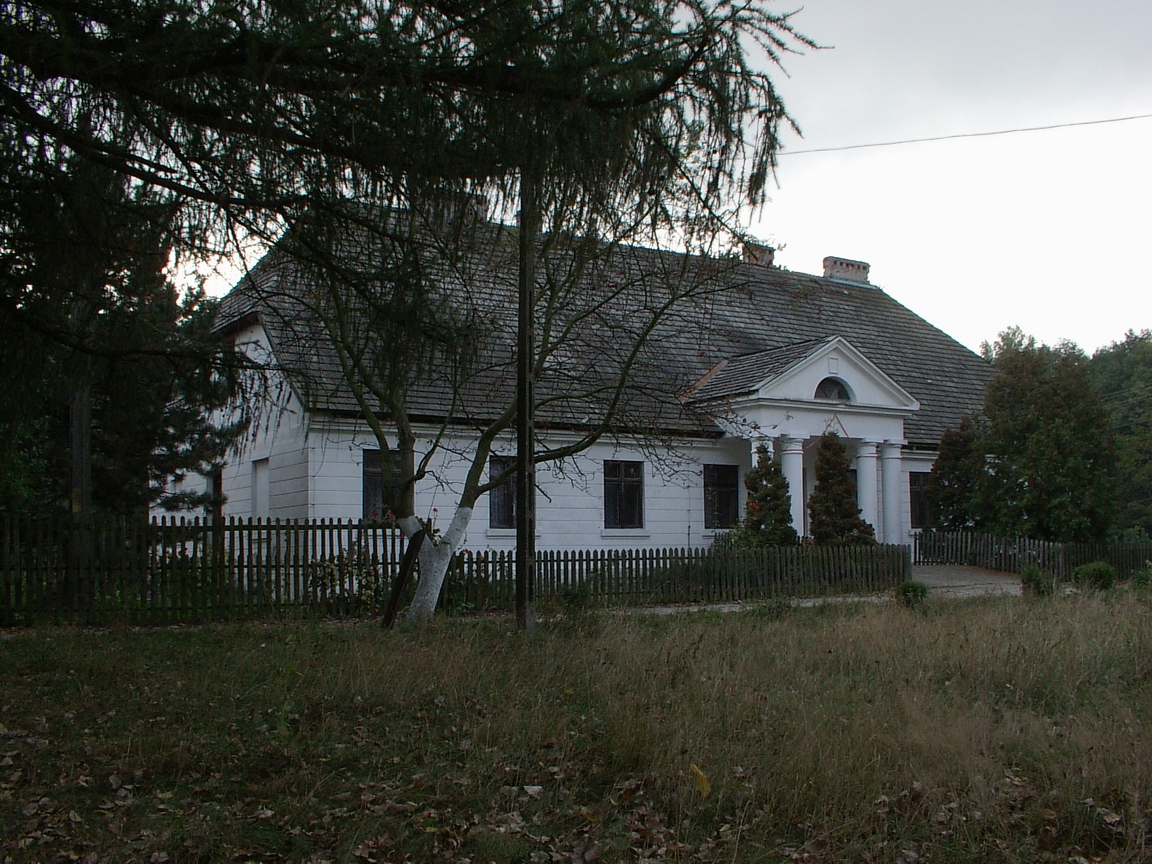
Dwór w Byszewach (widok od frontu)
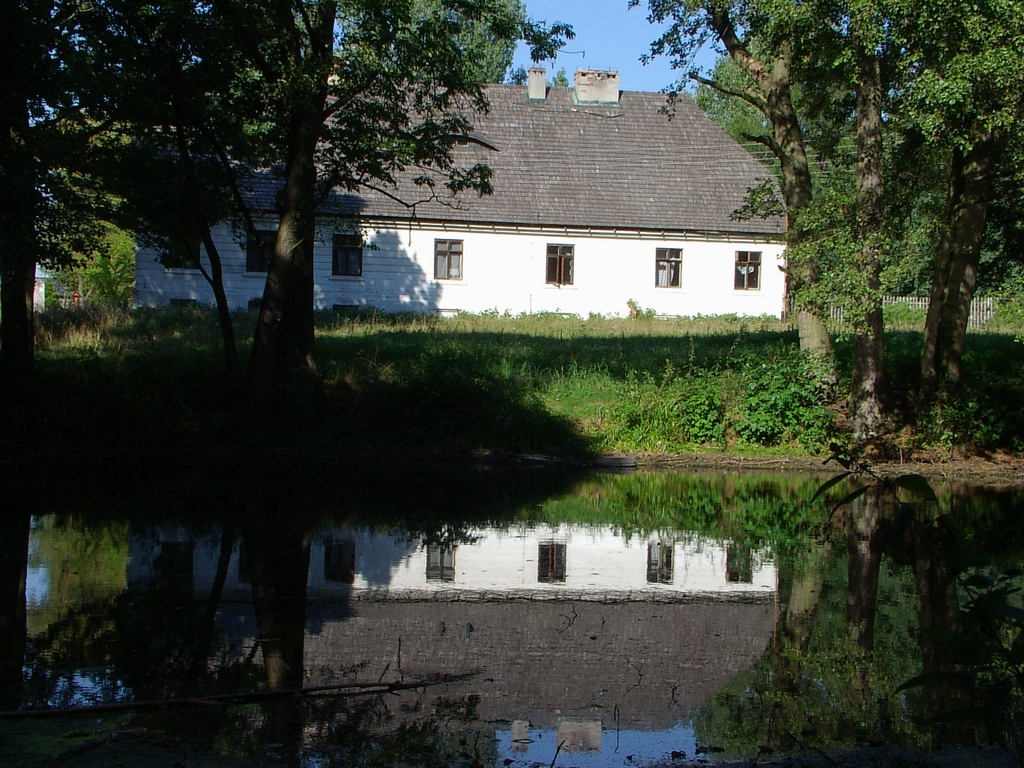
Dwór w Byszewach (widok od tyłu)
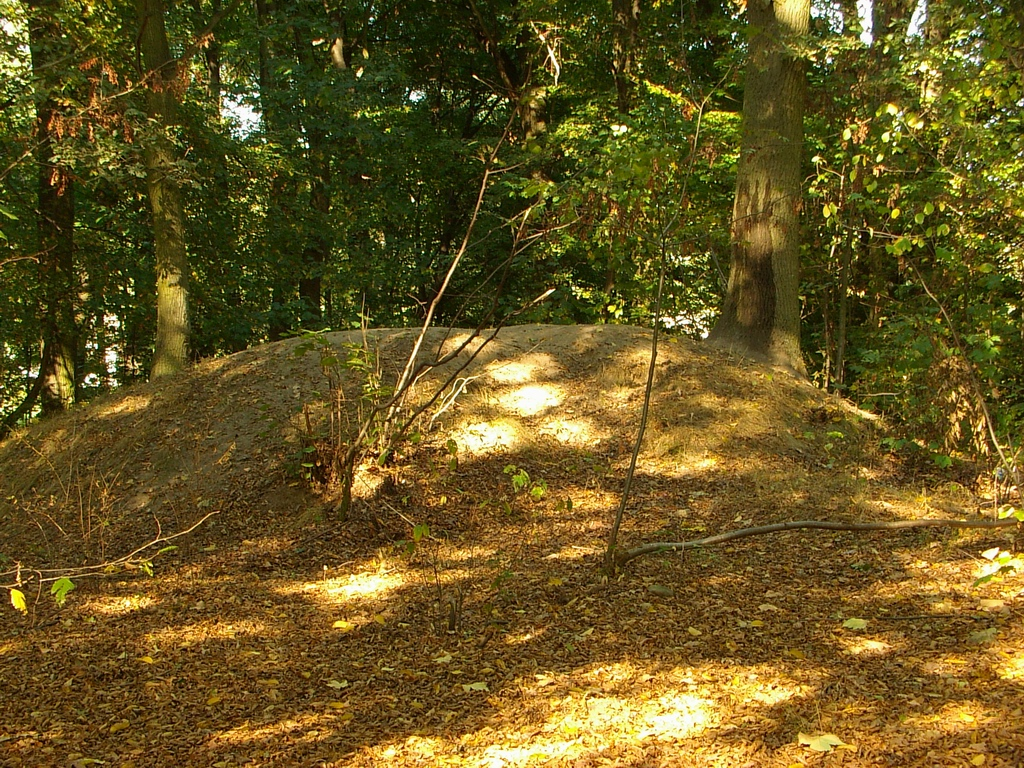
„Świątynia Dumania” – najwyższy punkt parku (204 m n.p.m.)
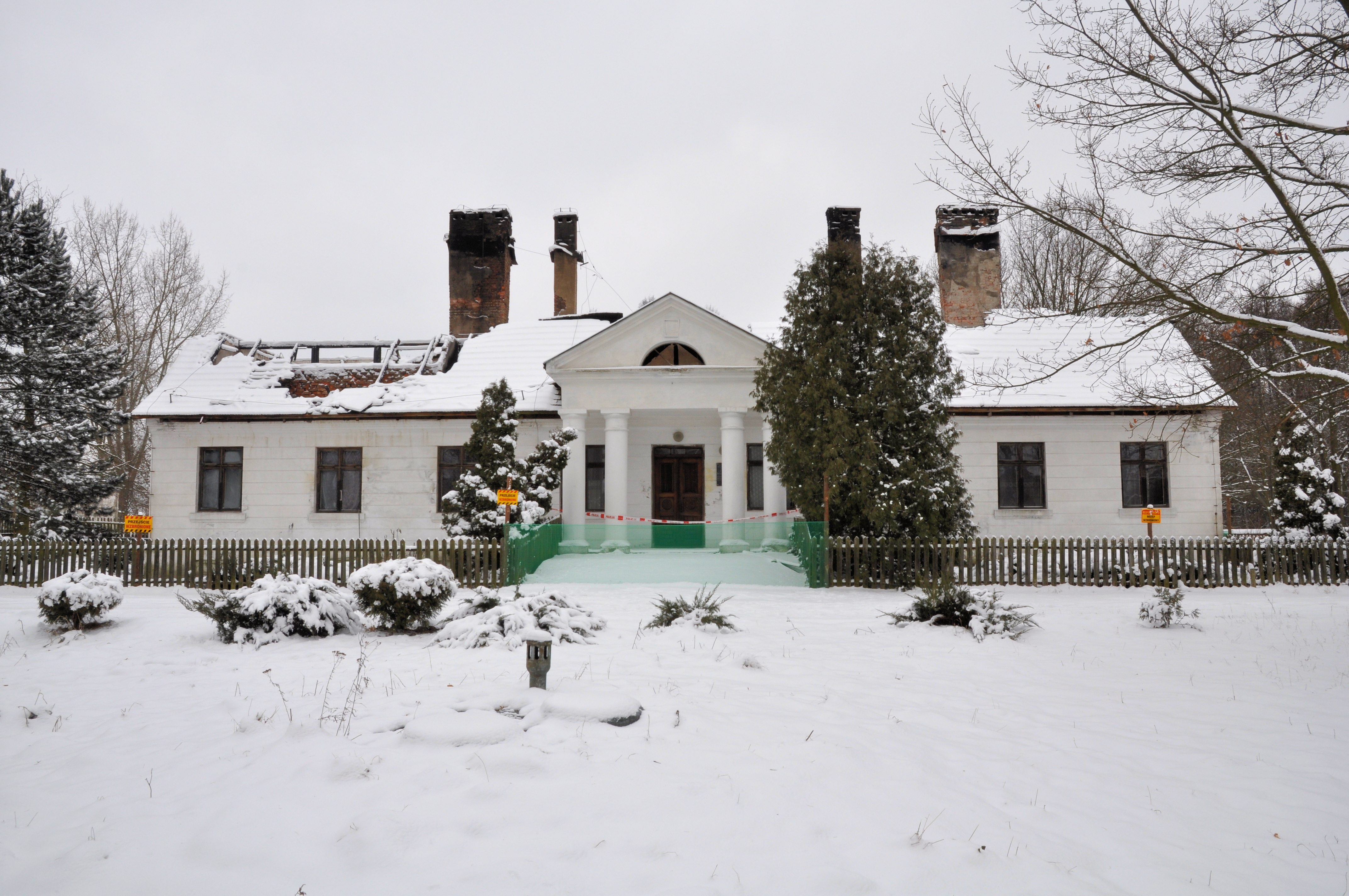
Dwór po pożarze w 2009
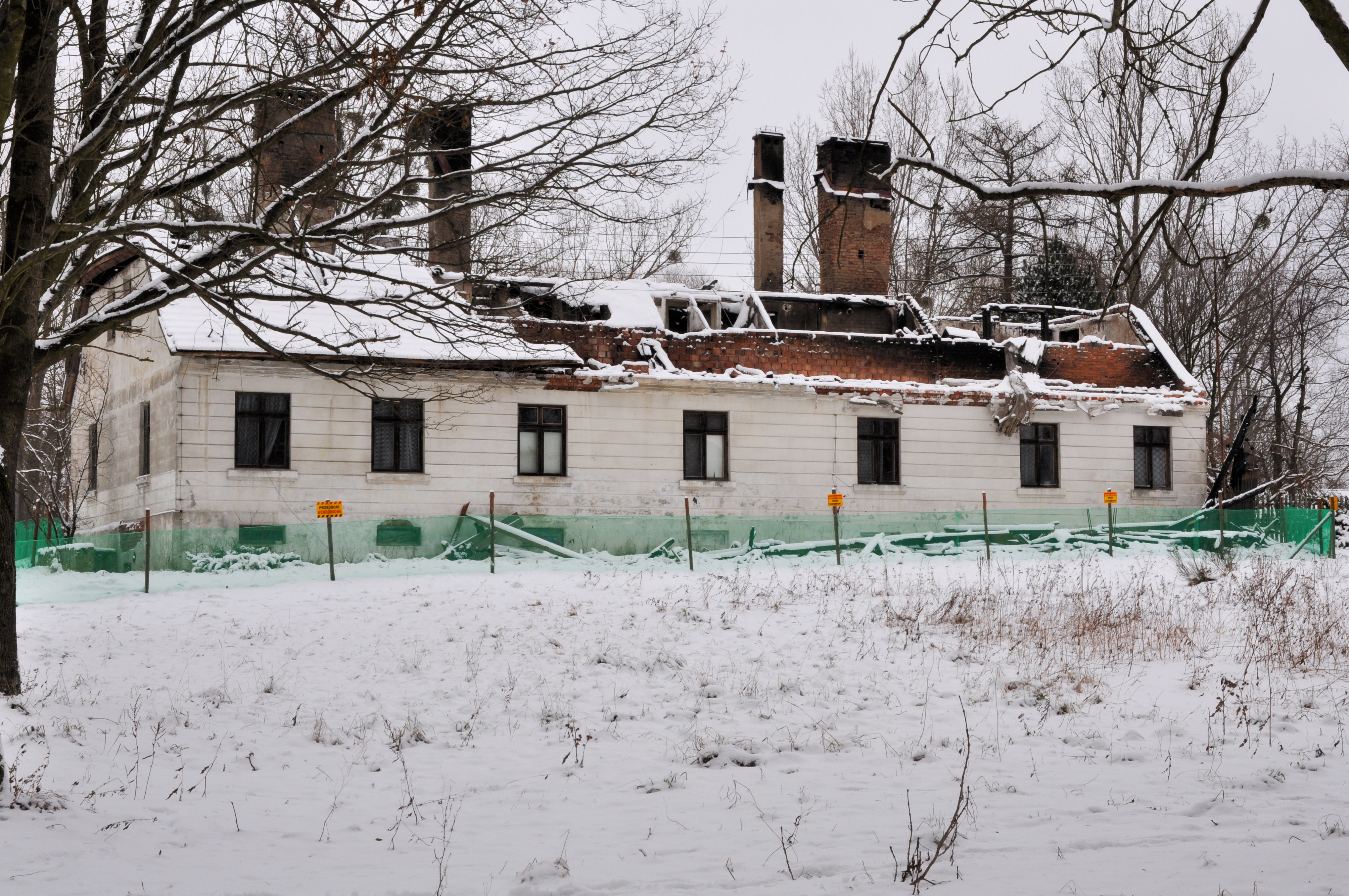
Dwór po pożarze w 2009
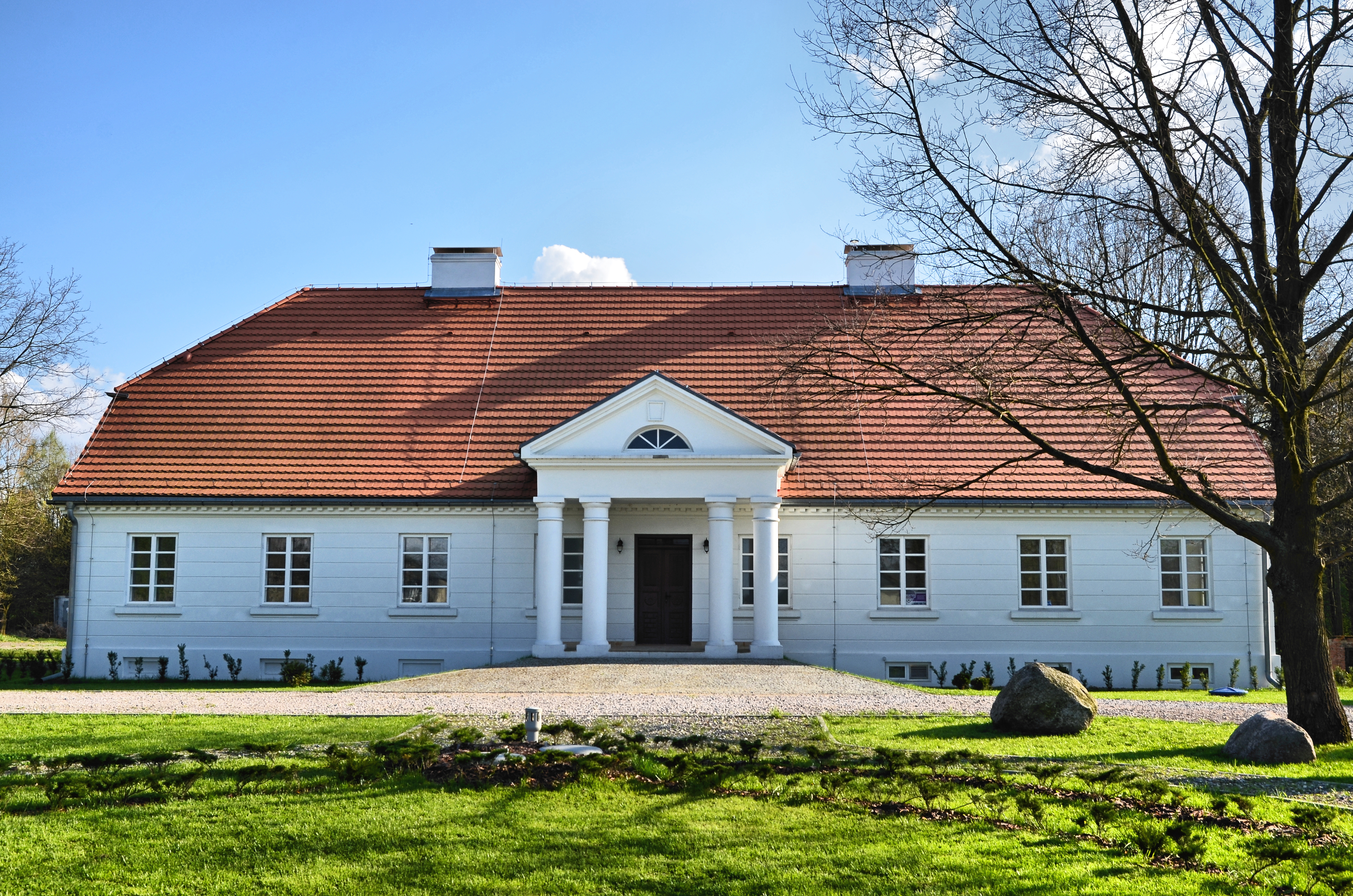
Dwór w Byszewach po remoncie
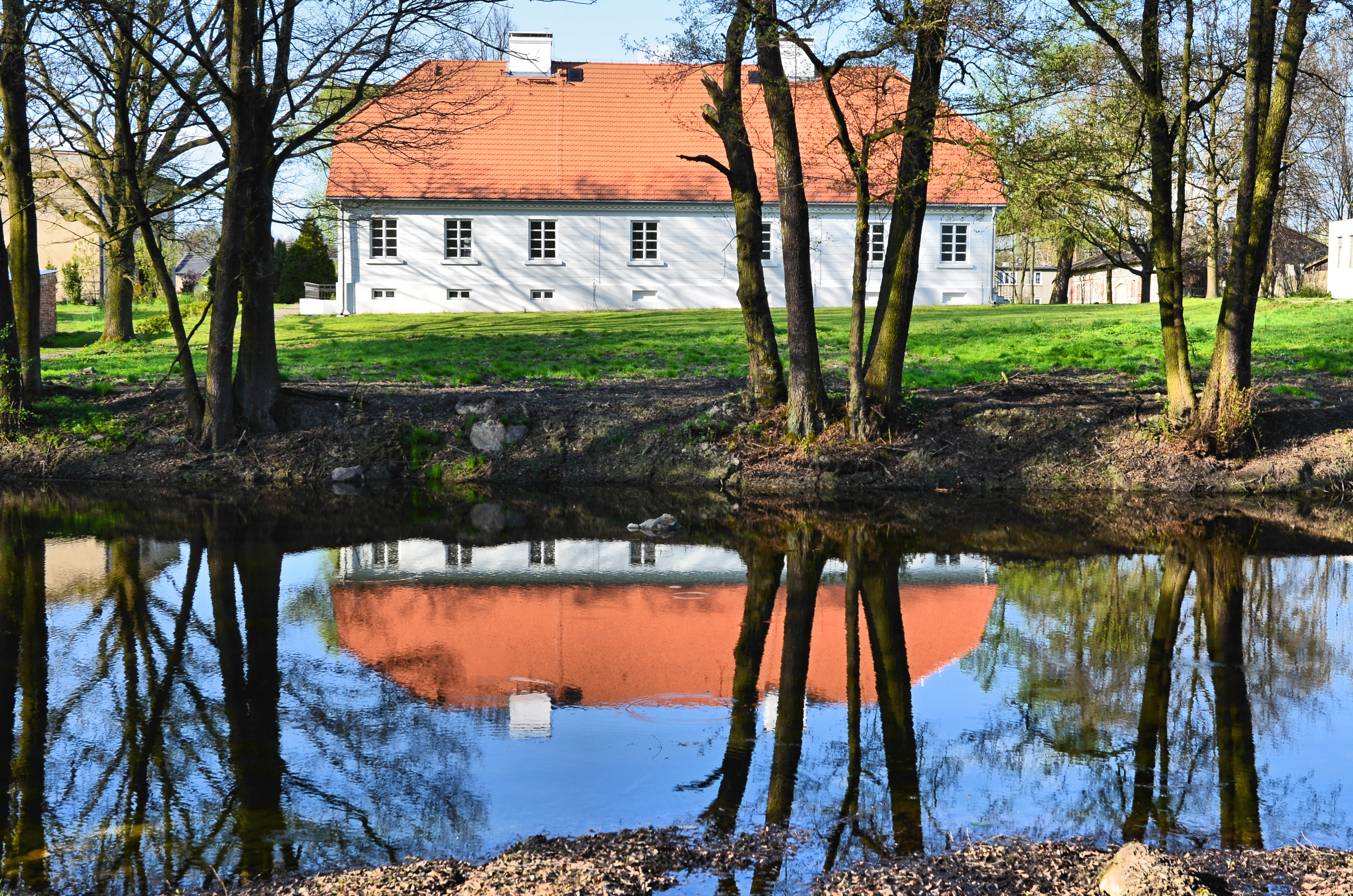
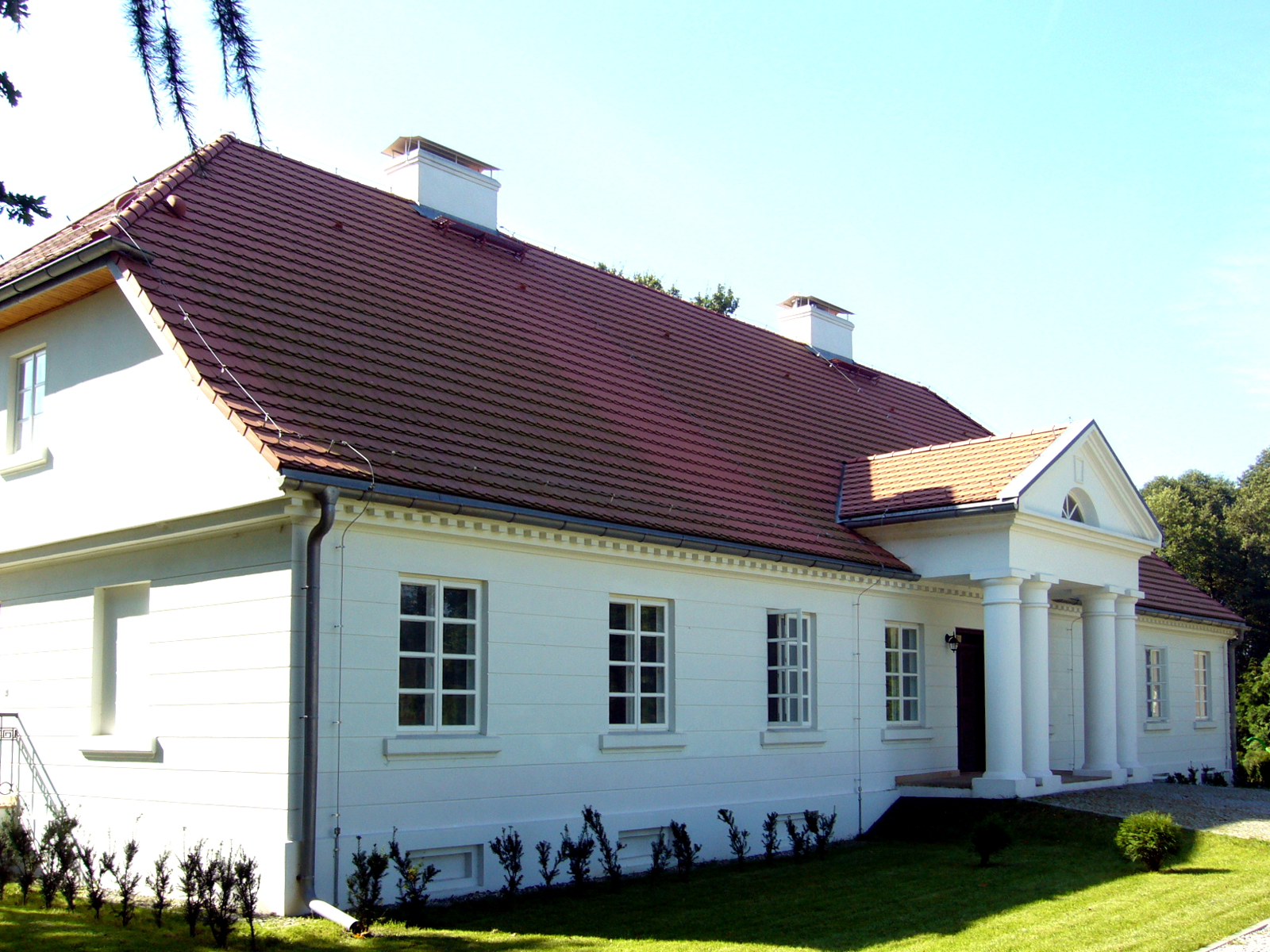
Dwór w Byszewach. Elewacja frontowa.
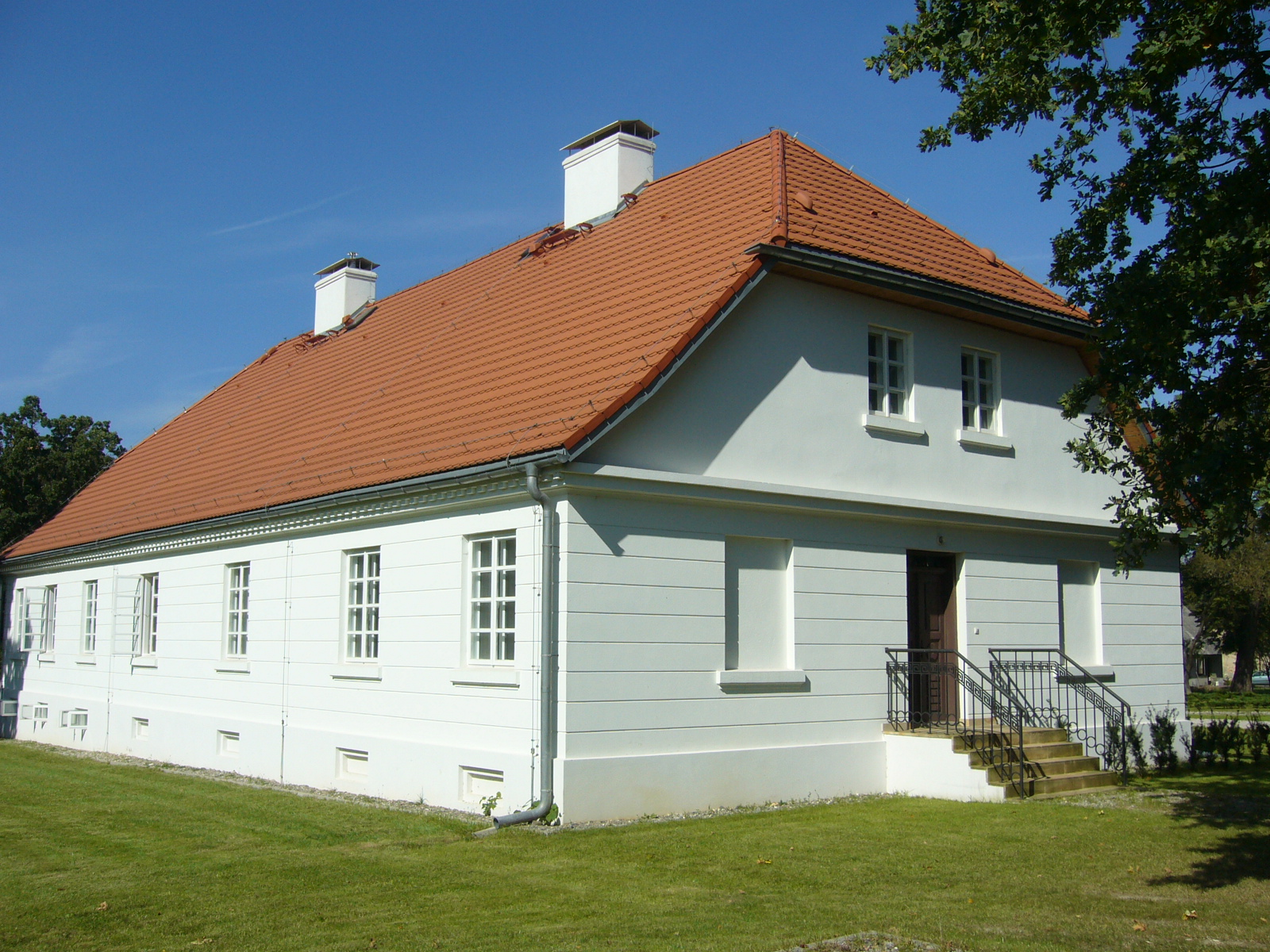
Dwór w Byszewach. Elewacja ogrodowa.
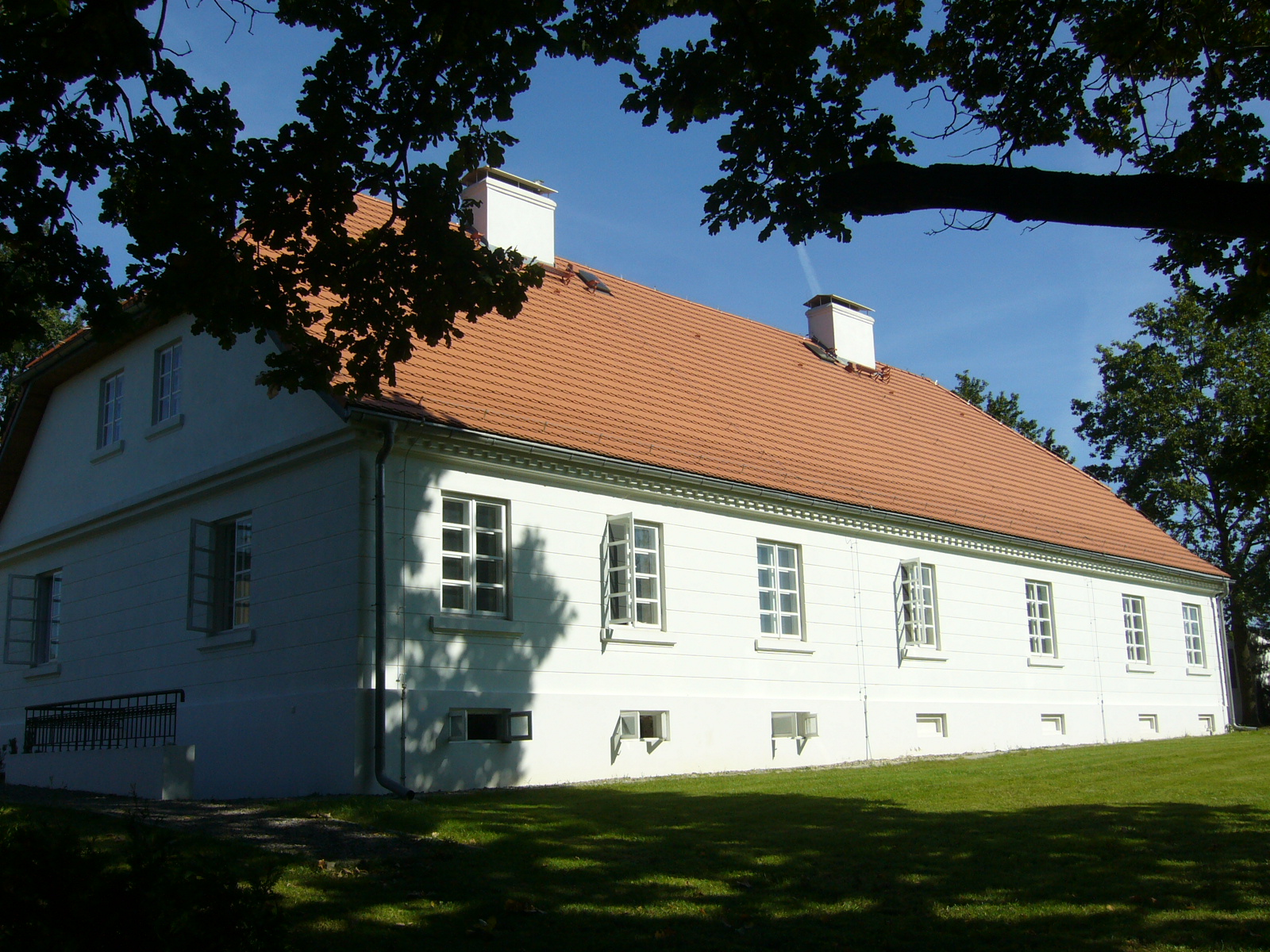
Dwór w Byszewach. Elewacja ogrodowa.
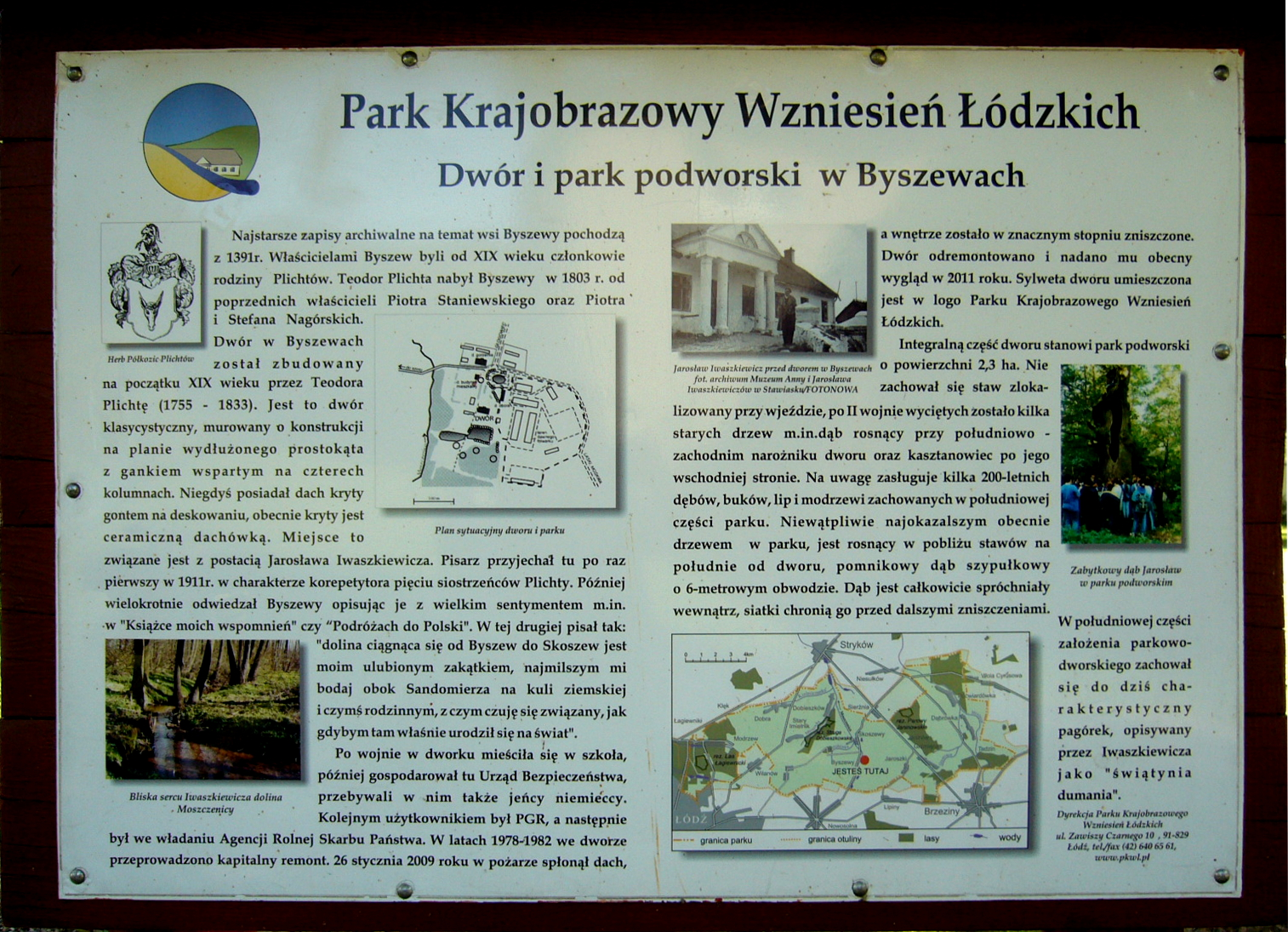
Tablica informacyjna przy wejściu na teren dworu w Byszewach.